# Ville Pokka
Ville Pokka (ur. 3 czerwca 1994 w Tornio) – fiński hokeista, reprezentant Finlandii, olimpijczyk.
Jego brat Sami (ur. 1993) także został hokeistą.

## Kariera
- TIHC U16 (2008-2009)
- Kärpät U18 (2009-2010)
- Kärpät U18 (2009-2011)
- Kärpät U20 (2010-2012)
  -  Kiekko-Laser (2010)
- Kärpät (2011-2014)
- Rockford IceHogs (2014-2018)
- Belleville Senators (2018)
- Awangard Omsk (2018-2022)
- Färjestad BK (2022-)

Wychowanek klubu TIHC. Wieloletni zawodnik Kärpät od 2009 do 2014, w tym drużyn juniorskich i zespołu seniorskiego od 2011 w trzech sezonach rozgrywek Liiga. W KHL Junior Draft w 2010 został wybrany przez Awangard Omsk, a wkrótce potem w drafcie NHL z 2012 został wybrany przez New York Islanders. W styczniu 2012 przedłużył kontrakt o trzy lata z Kärpät. Od maja 2014 zawodnik Jokeritu. W maju 2014 podpisał kontrakt wstępny z New York Islanders, zaś w październiku 2014 został zawodnikiem Chicago Blackhawks i został przekazany do zespołu farmerskiego Rockford IceHogs w lidze AHL. W lutym 2018 został przekazany do klubu NHL Ottawa Senators i przekazany do filii Belleville Senators w AHL. W maju 2018 przeszedł do Awangardu Omsk. W trakcie fazy play-off sezonu 2021/2022 w marcu 2022 odszedł z klubu. Od czerwca 2022 zawodnik szwedzkiego Färjestad BK.
Został reprezentantem Finlandii. Grał kadrach juniorskich kraju: na mistrzostwach świata do lat 17 w 2011, na turniejach mistrzostwach świata do lat 18 edycji 2011, 2012, mistrzostwach świata do lat 20 edycji 2012, 2013, 2014. W kadrze seniorskiej uczestniczył w turniejach mistrzostw świata edycji 2016, 2018, 2021, 2022, Pucharu Świata 2016, zimowych igrzysk olimpijskich 2022.

## Sukcesy
Reprezentacyjne
- Złoty medal mistrzostw świata juniorów do lat 20: 2014
- Srebrny medal mistrzostw świata: 2016, 2021
- Złoty medal zimowych igrzysk olimpijskich: 2022
- Złoty medal mistrzostw świata: 2022

Klubowe
- Złoty medal mistrzostw Finlandii: 2014 z Kärpät
- Puchar Stanleya – mistrzostwo NHL: 2013 z Chicago Blackhawks
- Finał KHL o Puchar Gagarina: 2019 z Awangardem Omsk
- Srebrny medal mistrzostw Rosji: 2019 z Awangardem Omsk
- Puchar Gagarina – mistrzostwo KHL: 2021 z Awangardem Omsk
- Złoty medal mistrzostw Rosji: 2021 z Awangardem Omsk

Indywidualne
- Mistrzostwa Świata Juniorów w Hokeju na Lodzie 2014/Elita:
  - Pierwsze miejsce w klasyfikacji +/- turnieju: +10
  - Jeden z trzech najlepszych zawodników reprezentacji na turnieju
- Liiga (2013/2014):
  - Pierwsze miejsce w klasyfikacji +/- w sezonie zasadniczym: +32[11] (Trofeum Mattiego Keinonena)
  - Pierwsze miejsce w klasyfikacji +/- w fazie play-off: +7[12]
  - Szóste miejsce w klasyfikacji kanadyjskiej w play-off: 9 asyst[13]
- KHL (2018/2019):
  - Pierwsze miejsce w klasyfikacji liczby zablokowanych strzałów w fazie play-off: 73
- KHL (2019/2020):
  - Pierwsze miejsce w klasyfikacji liczby zablokowanych strzałów w sezonie zasadniczym: 161
- KHL (2020/2021):
  - Najlepszy obrońca etapu - półfinały konferencji[14]
  - Pierwsze miejsce w klasyfikacji liczby zablokowanych strzałów w fazie play-off: 88